# Ledebouria hypoxidioides
Ledebouria hypoxidioides är en sparrisväxtart som först beskrevs av Selmar Schönland, och fick sitt nu gällande namn av John Peter Jessop. Ledebouria hypoxidioides ingår i släktet Ledebouria och familjen sparrisväxter. Inga underarter finns listade i Catalogue of Life.